# Territoire du Nord-Ouest
Cet article concerne la région de l'Amérique du Nord britannique. Pour les autres significations, voir Territoire du Nord-Ouest (homonymie).
Ne doit pas être confondu son successeur, les Territoires du Nord-Ouest, créés en 1870, ni avec l'ancien Territoire du Nord-Ouest (États-Unis).
 (signalé en août 2025).
Si vous disposez d'ouvrages ou d'articles de référence ou si vous connaissez des sites web de qualité traitant du thème abordé ici, merci de compléter l'article en donnant les références utiles à sa vérifiabilité et en les liant à la section « Notes et références ».
- Archive Wikiwix
- Bing
- Cairn
- DuckDuckGo
- E. Universalis
- Gallica
- Google
- G. Books
- G. News
- G. Scholar
- Persée
- Qwant
- (zh) Baidu
- (ru) Yandex
- (wd) trouver des œuvres sur Wikidata

1859–1870
Entités suivantes :
- Canada (Territoires du Nord-Ouest)

Le Territoire du Nord-Ouest (en anglais : North-Western Territory) était une région de l'Amérique du Nord britannique jusqu'en 1870. Nommée ainsi en fonction de sa situation géographique par rapport à la Terre de Rupert, le territoire, à son apogée, couvrait ce qui est aujourd'hui le Yukon, la partie continentale des Territoires du Nord-Ouest, le Nord-Ouest de la partie continentale du Nunavut, le Nord-Ouest de la Saskatchewan, le Nord de l'Alberta et le Nord de la Colombie-Britannique.

## Histoire
L'époque à laquelle la Grande-Bretagne a d'abord déclaré sa souveraineté sur le territoire est indéterminée ; toutefois, après que la France ait accepté la souveraineté britannique sur la côte de la baie d'Hudson par le traité d'Utrecht (1713), la Grande-Bretagne était la seule puissance européenne à posséder un accès pratique à cette partie du continent. La Compagnie de la Baie d'Hudson, malgré la charte royale assignant uniquement la Terre de Rupert à la compagnie, avait longtemps utilisé la région comme une partie de son aire de traite avant que la gouvernance du Territoire du Nord-Ouest ne lui soit explicitement assignée en 1859. Les Britanniques ne firent pratiquement aucun effort pour affirmer leur souveraineté sur les peuples autochtones de la région. En accord avec la Proclamation royale de 1763, l'immigration à grande échelle par des non-autochtones était interdite jusqu'à ce que les terres soient cédées par un traité.
En 1862, durant la ruée vers l'or de Cariboo, une partie du Territoire du Nord-Ouest devient le Territoire Stickeen afin de faciliter la gouvernance à partir de la côte ouest. L'année suivante, une partie de la région revient au Territoire du Nord-Ouest lorsque les frontières sont ajustées et la Colombie-Britannique est étendue vers le nord. En 1868, un an après la création de la confédération canadienne (ou « Amérique du Nord britannique »), la Compagnie de la Baie d'Hudson accepte de céder ses vastes territoires au nouveau dominion. L'entrée de ces terres dans la confédération est retardée du fait de la rébellion de la rivière Rouge et ce n'est que le 15 juillet 1870 que le transfert vers le Canada s'effectue. À cette date, le Territoire du Nord-Ouest est intégré aux  Territoires du Nord-Ouest nouvellement créés.